# 차오리궈
차오리궈(중국어 간체자: 曹利国, 정체자: 曹利國, 병음: Cáo Lìguó, 한자음: 조리국, 1998년 10월 4일~)는 중화인민공화국의 레슬링 선수이다. 2024년 하계 올림픽에서 그레코로만형 밴텀급 은메달을 획득했으며 세계 선수권 대회에서 동메달 1개를 획득했다.